# Albert Londe
Albert Londe (* 26. November 1858 in La Ciotat, Frankreich; † 11. September 1917 in Reuil-en-Brie, auf dem Schloss Bréau nahe Paris, Frankreich) war ein französischer Fotopionier im Bereich der medizinischen Forschung,  Röntgen- und Chronofotografie.

## Leben

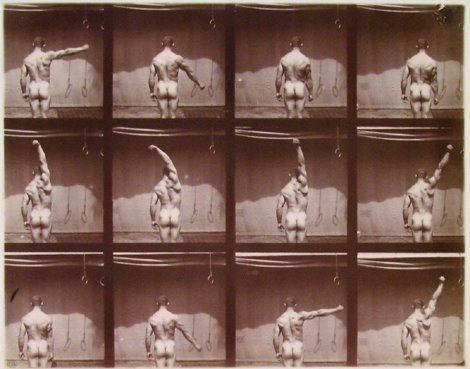
Albert Londe: 12 chronophotographische Aufnahmen eines nackten Athleten, undatierte Aristotypie, Archiv ENSBA, Paris

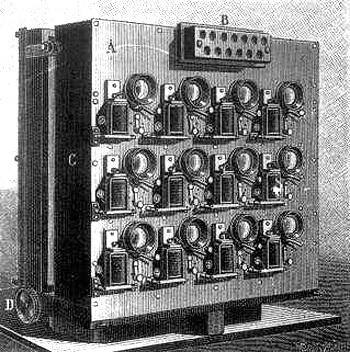
Étienne-Jules Marey: Albert Londes 12-linsige Kamera, 1893

Londe war medizinischer Fotograf im Hôpital de la Salpêtrière in Paris und ein Pionier der Röntgen-Fotografie.
In seinen zwei Jahrzehnten am Salpêtrière (1882 bis 1903) wurde er zum möglicherweise herausragendsten wissenschaftlichen Fotografen seiner Zeit.
Der Neurologe Jean-Martin Charcot holte Londe ins Salpêtrière. 1882 hatte Londe ein System entwickelt, mit dem physische, beziehungsweise muskuläre Bewegungen von Patienten aufgenommen werden konnten, unter anderem bei epileptischen oder „hysterischen“ Anfällen. Er erreichte das mit einer Kamera mit 9 Objektiven, die mit elektromagnetisch geschalteten Verschlüssen kombiniert waren, die mithilfe eines Metronomes nacheinander ausgelöst wurden. Ein paar Jahre später stellte er eine entsprechende Kamera mit 12 Objektiven her.
Londes Kamera wurde für medizinische Studien der Muskelbewegungen von Personen bei Aktivitäten wie Schmieden oder Seiltanz eingesetzt. Die Einzelaufnahmen konnten im Abstand von einer Zehntel-Sekunde bis zum Abstand von mehreren Sekunden gemacht werden.
Obwohl der Apparat für medizinische Zwecke konstruiert war, konnte man laut Londe auch Bewegungen von Tieren und Meereswellen damit aufnehmen. General Sobert entwickelte zusammen mit Londe einen chronophotographischen Apparat für ballistische Studien. Londes Bilder wurde als Illustrationen in Büchern verwendet, insbesondere für Publikationen des Anatomiezeichners Paul Richer, für die er Anerkennung durch Mediziner und Künstler erwarb.
Zusammen mit Étienne-Jules Marey (1830–1904) experimentierte Londe mit dem Fotografieren von Bewegung. Sein Labor im Salpêtrière ähnelte Mareys berühmter Station Physiologique. 1893 publizierte Londe sein erstes Buch über medizinische Fotografie (La photographie médicale: Application aux sciences médicales et physiologiques). 1898 folgte der Traktat Traité pratique de radiographie et de radioscope: technique et applications médicales. 
Londe gab sechs „Journale“ heraus und arbeitete zusammen mit seinem Lehrer und Mentor Dr. Jean-Martin Charcot, dem damals führenden französischen Neurologen, der auch Sigmund Freud unterrichtete.
Ab 1879 war Londe Mitglied der Société française de photographie, 1887 mitbegründete er die Société d'Excursions des Amateurs Photographes.
Albert Londes 12-linsige Kamera von 1891 wurde 1892 im illustrierten Journal La Nature gezeigt.

## Bibliografie

### Werke und Schriften von Albert Londe
- 1888: La Photographie moderne, pratique et applications, par Albert Londe. G. Masson, Paris 1888
- 1893: La Photographie médicale, application aux sciences médicales et physiologiques, par Albert Londe. Gauthier-Villars et fils, Paris 1893
- 1899: La Radiographie et ses diverses applications, par A. Londe. Gauthier-Villars et fils, Paris 1899
- 1905: La Photographie à l'éclair magnésique, par Albert Londe. Gauthier-Villars et fils, Paris 1905
- 1914: La Photographie à la lumière artificielle, par Albert Londe. Octave Doin et fils, Paris 1914